# Kanton Le Chesne
Der Kanton Le Chesne war bis 2015 ein französischer Wahlkreis im Arrondissement Vouziers, im Département Ardennes und in der Region Champagne-Ardenne; sein Hauptort (frz.: chef-lieu) war Le Chesne. Die landesweiten Änderungen in der Zusammensetzung der Kantone brachten im März 2015 seine Auflösung. Vertreter im Generalrat des Départements war zuletzt Jacques Morlacchi (zunächst DVG, danach EELV).
Der Kanton Le Chesne war 182,15 km² groß und hatte 2669 Einwohner (Stand: 2012). 

## Gemeinden
| Gemeinde                        | Einwohner Jahr | Fläche km² | Bevölkerungsdichte | Code INSEE | Postleitzahl |
| ------------------------------- | -------------- | ---------- | ------------------ | ---------- | ------------ |
| Les Alleux                      | 79 (2013)      | 12,04      | 7 Einw./km²        | 08007      | 08400        |
| Les Grandes-Armoises            | 59 (2013)      | 4,47       | 13 Einw./km²       | 08019      | 08390        |
| Les Petites-Armoises            | 65 (2013)      | 4,37       | 15 Einw./km²       | 08020      | 08390        |
| Authe                           | 95 (2013)      | 9,47       | 10 Einw./km²       | 08033      | 08240        |
| Autruche                        | 62 (2013)      | 8,24       | 8 Einw./km²        | 08035      | 08240        |
| Belleville-et-Châtillon-sur-Bar | 279 (2013)     | 21,21      | 13 Einw./km²       | 08057      | 08240        |
| Boult-aux-Bois                  | 148 (2013)     | 15,2       | 10 Einw./km²       | 08075      | 08240        |
| Brieulles-sur-Bar               | 180 (2013)     | 13,23      | 14 Einw./km²       | 08085      | 08240        |
| Le Chesne                       | 934 (2013)     | 23,87      | 39 Einw./km²       | 08116      | 08390        |
| Germont                         | 46 (2013)      | 4,77       | 10 Einw./km²       | 08186      | 08240        |
| Louvergny                       | 67 (2013)      | 8,95       | 7 Einw./km²        | 08261      | 08390        |
| Montgon                         | 66 (2013)      | 8,2        | 8 Einw./km²        | 08301      | 08390        |
| Noirval                         | 31 (2013)      | 5          | 6 Einw./km²        | 08325      | 08400        |
| Sauville                        | 281 (2013)     | 14,76      | 19 Einw./km²       | 08405      | 08390        |
| Sy                              | 49 (2013)      | 7,97       | 6 Einw./km²        | 08434      | 08390        |
| Tannay                          | 159 (2013)     | 14,04      | 11 Einw./km²       | 08439      | 08390        |
| Verrières                       | 27 (2013)      | 6,36       | 4 Einw./km²        | 08471      | 08390        |

## Bevölkerungsentwicklung
| 1962 | 1968 | 1975 | 1982 | 1990 | 1999 | 2006 | 2011 |
| ---- | ---- | ---- | ---- | ---- | ---- | ---- | ---- |
| 3097 | 3341 | 3010 | 2794 | 2629 | 2564 | 2648 | 2699 |